# Copa CECAFA 1994
La Copa CECAFA de 1994 fue la edición número 20 del campeonato regional del África del Este.
Todos los partidos se jugaron en Nairobi del 26 de noviembre hasta el 10 de diciembre.

## Información
- Tras el fallido intento de organizar el torneo el año pasado, debido a que  Uganda declinó en hacerlo, el comité ejecutivo de la CECAFA designó a  Kenia como organizador del torneo de este año.
- Etiopía,  Sudán y  Zanzíbar optaron por no participar en el torneo, debido a esta tardía reorganización del torneo a pocos meses de su inicio.
- El torneo significó la vuelta a las canchas después de ocho años de  Somalia, diez en esta competición, y el debut de  Eritrea y  Yibuti en el campeonato, después de haber conseguido afiliarse a la CECAFA hacía algunos meses atrás.

## Grupo A
| Equipo   | Pts | Pld | W | D | L | GF | GA | GD |
| -------- | --- | --- | - | - | - | -- | -- | -- |
| Tanzania | 9   | 3   | 3 | 0 | 0 | 8  | 0  | +8 |
| Kenia    | 6   | 3   | 2 | 0 | 1 | 7  | 3  | +4 |
| Somalia  | 3   | 3   | 1 | 0 | 2 | 3  | 8  | -5 |
| Yibuti   | 0   | 3   | 0 | 0 | 3 | 2  | 9  | -7 |

| 26 de noviembre de 1994, 14:00 | Kenia                                                 | 3:1 (1:1) | Somalia         | Estadio Moi Internacional Sports, Nairobi |                                |
|                                | Francis Odour 4' · John Lwanga 72' · Joseph Swaka 82' |           | Mohamed Abdi 9' | Asistencia: 10000 espectadores            | Asistencia: 10000 espectadores |

| 28 de noviembre de 1994, 14:00 | Kenia                                                                             | 4:1 (1:0) | Yibuti                | Estadio Moi Internacional Sports, Nairobi                           |                                                                     |
|                                | Benjamin Nyangwesa 19' · George Yakhama 69' · Musa Otieno 79' · Francis Odour 86' |           | Abdulrahman Ahmed 56' | Asistencia: 12000 espectadores Árbitro(s): Hassan Mohamed (Somalia) | Asistencia: 12000 espectadores Árbitro(s): Hassan Mohamed (Somalia) |

| 29 de noviembre de 1994, 13:00 | Tanzania                                                     | 4:0 (1:0) | Somalia | Estadio Moi Internacional Sports, Nairobi |                                      |
|                                | John Nteze 11' 84' · John Masatu 67' · Madaraka Selemani 74' |           |         | Árbitro(s): Anthony Sylvanus (Kenia)      | Árbitro(s): Anthony Sylvanus (Kenia) |

| 1 de diciembre de 1994, 16:00 | Somalia                                | 2:1 (1:1) | Yibuti            | Estadio Moi Internacional Sports, Nairobi                       |                                                                 |
|                               | Ali Mayow 13' (ag) · Muridi Abanur 50' |           | Ilitire Guley 22' | Asistencia: 6500 espectadores Árbitro(s): Andrew Kintu (Uganda) | Asistencia: 6500 espectadores Árbitro(s): Andrew Kintu (Uganda) |

| 1 de diciembre de 1994, 18:00 | Tanzania       | 1:0 (0:0) | Kenia | Estadio Moi Internacional Sports, Nairobi |                                      |
|                               | John Nteze 57' |           |       | Árbitro(s): Paul Dupres (Seychelles)      | Árbitro(s): Paul Dupres (Seychelles) |

| 3 de diciembre de 1994, 15:00 | Tanzania                                                    | 3:0 (2:0) | Yibuti | Estadio Moi Internacional Sports, Nairobi |  |
|                               | Salvatore Edward 2' · Clement Kahabuka 31' · John Nteze 75' |           |        |                                           |  |

## Grupo B
| Equipo     | Pts | Pld | W | D | L | GF | GA | GD |
| ---------- | --- | --- | - | - | - | -- | -- | -- |
| Uganda     | 7   | 3   | 2 | 1 | 0 | 4  | 0  | +4 |
| Eritrea    | 7   | 3   | 2 | 1 | 0 | 3  | 0  | +3 |
| Kenia 'B'  | 3   | 3   | 1 | 0 | 2 | 3  | 6  | -3 |
| Seychelles | 0   | 3   | 0 | 0 | 3 | 2  | 6  | -4 |

| 27 de noviembre de 1994, 15:00 | Uganda | 2:0' | Kenia | Estadio Mumias Sports Complex, Nairobi |  |

| 29 de noviembre de 1994, 16:00 | Eritrea                 | 1:0 (1:0) | Seychelles | Estadio Mumias Sports Complex, Nairobi |  |
|                                | Yidnechaw Shimpenew 12' |           |            |                                        |  |

| 1 de diciembre de 1994, 14:00 | Eritrea                              | 2:0 (0:0) | Kenia | Estadio Mumias Sports Complex, Nairobi |                                |
|                               | Abraham Afrem 58' · Samuel Meles 81' |           |       | Asistencia: 13000 espectadores         | Asistencia: 13000 espectadores |

| 1 de diciembre de 1994, 20:00 | Seychelles | 0:2 (0:1) | Uganda              | Estadio Moi Internacional Sports, Nairobi |                                    |
|                               |            |           | Omar Senoga 41' 76' | Árbitro(s): Haroun Onderan (Kenia)        | Árbitro(s): Haroun Onderan (Kenia) |

| 3 de diciembre de 1994, 14:00 | Uganda | 0:0 | Eritrea | Estadio Moi Internacional Sports, Nairobi |  |

| 3 de diciembre de 1994, 16:00 | Kenia                                                 | 3:2 (1:1) | Seychelles                      | Estadio Moi Internacional Sports, Nairobi |                                |
|                               | Tony Sajero 10' · Thomas Rero 52' · Robert Olango 90' |           | Paul Khan 20' · Ralph Louis 83' | Asistencia: 10000 espectadores            | Asistencia: 10000 espectadores |

## Semifinales
| 5 de diciembre de 1994, 16:00 | Kenia | 0:1 | Uganda | Estadio Moi Internacional Sports, Nairobi  |  |
|                               |       |     |        | Asistencia: 4000 espectadores espectadores |  |

| 5 de diciembre de 1994, 18:00 | Tanzania       | 1:0 (1:0) | Eritrea | Estadio Moi Internacional Sports, Nairobi  |                                            |
|                               | Said Mwamba 7' |           |         | Asistencia: 2000 espectadores espectadores | Asistencia: 2000 espectadores espectadores |

## Tercer lugar
| 8 de diciembre de 1994, 17:00 | Kenia                  | 1:0 (0:0) | Eritrea | Estadio Moi Internacional Sports, Nairobi  |                                            |
|                               | Benjamin Nyangwesa 64' |           |         | Asistencia: 8000 espectadores espectadores | Asistencia: 8000 espectadores espectadores |

## Final
| 10 de diciembre de 1994, 14:00 | Tanzania                        | 2:2 (2:0) (4:3 p.) | Uganda                                    | Estadio Moi Internacional Sports, Nairobi   |                                             |
|                                | Juma Amir 14' · Said Mwamba 40' |                    | Idd Matambuze 47' · George Semogerere 89' | Asistencia: 15000 espectadores espectadores | Asistencia: 15000 espectadores espectadores |

| Tanzania         |
| Campeón Tanzania |
| Segundo título   |

## Goleadores
| Jugador             | Selección  | Goles |
| ------------------- | ---------- | ----- |
| John Nteze          | Tanzania   | 4     |
| Benjamin Nyangwesa  | Kenia      | 2     |
| Francis Odour       | Kenia      | 2     |
| Omar Senoga         | Uganda     | 2     |
| Said Mwamba         | Tanzania   | 2     |
| Mohamed Abdi        | Somalia    | 1     |
| John Lwanga         | Kenia      | 1     |
| Joseph Swaka        | Kenia      | 1     |
| George Yakhama      | Kenia      | 1     |
| Musa Otieno         | Kenia      | 1     |
| Abdulrahman Ahmed   | Yibuti     | 1     |
| Yidnechaw Shimpenew | Eritrea    | 1     |
| John Masatu         | Tanzania   | 1     |
| Madaraka Selemani   | Tanzania   | 1     |
| Ilitire Guley       | Yibuti     | 1     |
| Muridi Abanur       | Somalia    | 1     |
| Abraham Afrem       | Eritrea    | 1     |
| Samuel Meles        | Eritrea    | 1     |
| Salvatore Edward    | Tanzania   | 1     |
| Clement Kahabuka    | Tanzania   | 1     |
| Tony Sajero         | Kenia 'B'  | 1     |
| Paul Khan           | Seychelles | 1     |
| Thomas Rero         | Kenia 'B'  | 1     |
| Ralph Louis         | Seychelles | 1     |
| Robert Olango       | Kenia 'B'  | 1     |
| Juma Amir           | Tanzania   | 1     |
| Idd Matambuze       | Uganda     | 1     |
| George Semogerere   | Uganda     | 1     |

| Predecesor: 1992 | Copa CECAFA 1994 | Sucesor: 1995 |

- Datos: Q1023283